# Vianney (album)
Pour les articles homonymes, voir Vianney.
Albums de Vianney
Idées blanches
(2014) Le Concert (en)
(2018)
Singles
1. Je m'en vais
Sortie : 17 octobre 2016
2. Moi aimer toi
Sortie : 13 mars 2017
3. Dumbo
Sortie : 4 juillet 2017
4. Le Fils à papa
Sortie : 16 février 2018
5. J'm'en fous
Sortie : 17 août 2018

Vianney est le deuxième album du chanteur Vianney. Il est sorti le 25 novembre 2016. Il en est l'auteur-compositeur-interprète, l'arrangeur (en collaboration avec Clément Ducol), le réalisateur (en collaboration avec Clément Ducol), le guitariste et le pianiste (sauf pour Le Galopin). Le premier single de ce deuxième album, Je m'en vais, sort le 17 octobre.

## Liste des titres

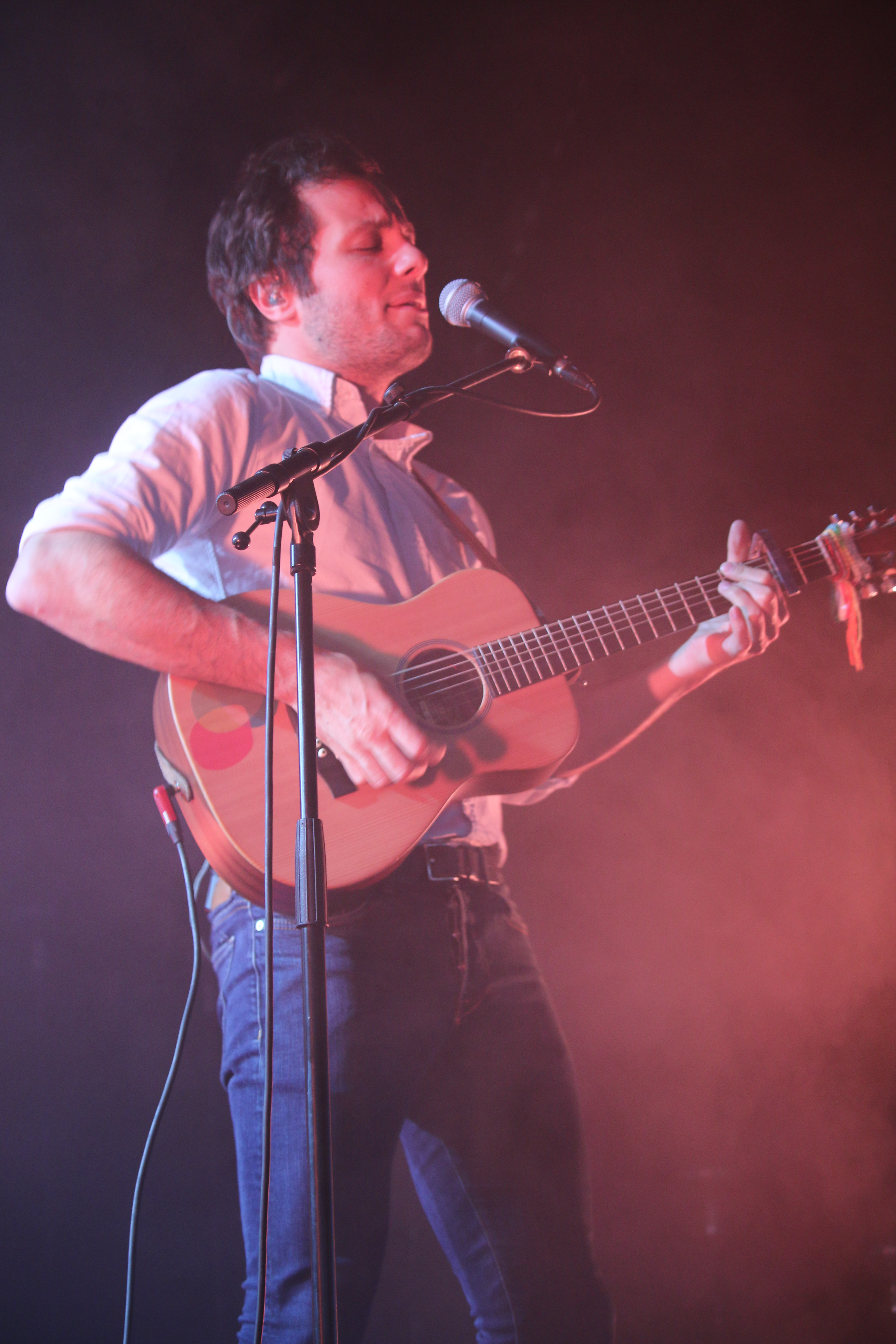
Vianney en concert au Paléo Festival Nyon en 2016.

Toutes les chansons sont écrites et composées par Vianney Bureau.
| Édition standard | Édition standard    | Édition standard | Édition standard | Édition standard | Édition standard | Édition standard | Édition standard | Édition standard | Édition standard |
| No               | Titre               | Durée            |                  |                  |                  |                  |                  |                  |                  |
| ---------------- | ------------------- | ---------------- | ---------------- | ---------------- | ---------------- | ---------------- | ---------------- | ---------------- | ---------------- |
| 1.               | Sans le dire        | 3:46             |                  |                  |                  |                  |                  |                  |                  |
| 2.               | Je m'en vais        | 3:19             |                  |                  |                  |                  |                  |                  |                  |
| 3.               | Dumbo               | 3:32             |                  |                  |                  |                  |                  |                  |                  |
| 4.               | Tombe la neige      | 2:56             |                  |                  |                  |                  |                  |                  |                  |
| 5.               | Moi aimer toi       | 3:18             |                  |                  |                  |                  |                  |                  |                  |
| 6.               | Le fils à papa      | 6:59             |                  |                  |                  |                  |                  |                  |                  |
| 7.               | J'm'en fous         | 4:21             |                  |                  |                  |                  |                  |                  |                  |
| 8.               | Oublie-moi          | 4:54             |                  |                  |                  |                  |                  |                  |                  |
| 9.               | Quand je serai père | 3:47             |                  |                  |                  |                  |                  |                  |                  |
| 10.              | L'homme et l'âme    | 5:05             |                  |                  |                  |                  |                  |                  |                  |
| 11.              | Le galopin          | 3:38             |                  |                  |                  |                  |                  |                  |                  |
| 45:37            |                     |                  |                  |                  |                  |                  |                  |                  |                  |

## Critiques
- Pour Virgin Radio, il s'agit d'« une musique organique et sincère qui fait écho aux paroles de Vianney - l'album - tout aussi touchantes. Malgré sa jeune carrière, Vianney signe là un disque maîtrisé qui devrait entériner sa légitimité dans le paysage musical français en tant qu'auteur-compositeur-interprète de talent. »[4]

- Selon le Figaro, « peut-être aurait-il dû prendre plus de temps avant de retourner en studio, pour approfondir cet album moins abouti que le premier. Certaines chansons (Sans le dire, J'm'en fous, Quand je serai père, L'homme et l'âme) donnent l'impression que le chanteur s'est bridé. En bref de la bonne variété française, qui nous laisse sur notre faim tant Vianney nous avait conquis l'année dernière avec sa fraîcheur et son audace. »[5]

## Classements et certifications
| Classements (2016-2019)      | Meilleure position |
| ---------------------------- | ------------------ |
| Belgique (Flandre Ultratop)  | 118                |
| Belgique (Wallonie Ultratop) | 2                  |
| France (SNEP)                | 1                  |
| Suisse (Schweizer Hitparade) | 12                 |
| Suisse (Charts Romandie)     | 2                  |

| Classement (2016)            | Position |
| ---------------------------- | -------- |
| Belgique (Wallonie Ultratop) | 200      |
| France (SNEP)                | 50       |
| Classement (2017)            | Position |
| Belgique (Wallonie Ultratop) | 12       |
| France (SNEP)                | 4        |
| Suisse (Schweizer Hitparade) | 56       |
| Classement (2018)            | Position |
| Belgique (Wallonie Ultratop) | 70       |

### Certifications
| Pays                                                                       | Certification | Ventes certifiées |
| -------------------------------------------------------------------------- | ------------- | ----------------- |
| Belgique (BEA)                                                             | Or            | 10 000‡           |
| France (SNEP)                                                              | Diamant       | 500 000‡          |
| xNon précisé par la certification ‡ventes/streaming selon la certification |               |                   |

## Ventes
| Date             | Ventes cumulées |
| ---------------- | --------------- |
| 10 décembre 2016 | 50 000          |
| 6 janvier 2017   | 100 000         |
| 22 avril 2017    | 200 000         |

Trois semaines seulement après sa sortie, l'album est certifié disque d'or en dépassant la barre symbolique des 50 000 ventes. De plus, son premier single Je m'en vais recense plus de 38 millions de vues sur Youtube (au 22 avril 2017). Le chanteur a notamment remercié ses fans en live sur Facebook : « Merci pour l’accueil de cet album, pour ce disque d’or et pour cette tournée qui se remplit, je ne vois pas comment ça pourrait être mieux ça », a-t-il déclaré à l'adresse des milliers de personnes connectées.
Le 6 janvier 2017, l'album est certifié disque de platine étant donné qu'il a dépassé les 100 000 ventes.
Au  22 avril 2017, l'album a dépassé les 200 000 unités vendus (214 000).